# ズイコー
ズイコー (Zuiko) は、OMデジタルソリューションズ（2020年12月以前はオリンパス）が展開する写真レンズのブランドである。

## 概要
オリンパスは顕微鏡の製造の技術を活用し1934年からカメラレンズの研究を開始、その2年後にレンズを完成させ、ズイコー（瑞光）と命名した。瑞光とは、吉兆を表す光のことである。
ズイコーレンズを搭載したカメラとして、セミオリンパスやオリンパスシックス、さらには二眼レフカメラのオリンパスフレックスなどを発売。ズイコーブランドの基礎を築いた。
後年にオリンパス・ペンやオリンパス・ペンF、オリンパスOMシステム用のブランドとして展開された。オリンパスが開発・規格化したマイクロカセットテープレコーダーとして1969年に初号機「ズイコーパールコーダー」を発売した。マイクロカセットのズイコーブランドは初号機のみで、以降の製品は「パールコーダー」として展開している。

## ズイコーデジタル
オリンパスが2003年からデジタルカメラ用レンズとして展開しているレンズ群。
デジタル一眼レフカメラ用のZUIKO DIGITAL、ミラーレス一眼カメラ用のM.ZUIKO DIGITALが発売されているほか、レンズ一体型のコンパクトデジタルカメラ用としてi.ZUIKO DIGITALレンズがXZ-1に搭載されている。

## 参考サイト
- オリンパスの歩み